# Menschen gegen Minen
Menschen gegen Minen ist eine Organisation, die unter anderem vom Ärzte-Mitglied Farin Urlaub unterstützt wird. Gegründet wurde die Stiftung am 16. Januar 1996 in Deutschland. Ziel der Vereinsgründung war die Schaffung einer Organisation für humanitäres Minenräumen. MgM tritt dabei als Dienstleister für Nichtregierungsorganisationen auf, um diese beim Aufbau von Infrastrukturen in Nachkriegsszenarien zu unterstützen.
Bemerkenswert ist zudem noch, dass die MgM-Stiftung den Standpunkt vertritt, dass andere Minenräumorganisationen ohne Weiteres die technischen Konzepte ihrer Minensuchgeräte übernehmen können und diesbezüglich auf Patente und Urheberrechte verzichtet wird.

## Projekte
Derzeit ist die Organisation in Afrika (in ehemaligen Bürgerkriegsgebieten) aktiv, um in Angola, Mosambik und Namibia Minengürtel zu entschärfen. Dabei kommen gepanzerte Fahrzeuge wie der Wer’wolf MkII sowie spezielle Maschinen zum Einsatz, jedoch ist das Minensuchen „per Hand“ mit Metalldetektoren und Spürhunden sowie Ratten weiterhin unabdingbar.
Neben der Entschärfung von Sprengkörpern betreiben sie auch Aufklärungsarbeit in Form von Gesprächen mit Dorfbewohnern, um passive Prävention vor Minenunglücken zu gewährleisten.